# Макгрегор, Ричард
Ричард Макгрегор (англ. Richard McGregor; род. 1958, Сидней, Австралия) — австралийский журналист и писатель. Автор ряда книг, в том числе о современной Японии, опубликованной в 1996 году, и о Компартии Китая — «The Party: The Secret World of China’s Communist Rulers» (2010).
Свою журналистскую карьеру начинал в австралийских изданиях.
Бывший шеф политкорреспонденции, японской и китайской корреспонденций в «The Australian».
С 2000 года глава отделения «Financial Times» в Пекине, с 2005 года — глава китайского отделения «Financial Times». В 2009 году был назначен заместителем новостного редактора «Financial Times». С 2011 года глава вашингтонского отделения газеты.
Он также сотрудничал с «International Herald Tribune», Би-би-си и «Far Eastern Economic Review». Его соавтором выступал Джуд Бланшетт. 
С 2011 года проживает в Вашингтоне в США.
Издания на русском языке
- Ричард МакГрегор. Партия : Тайный мир коммунистических властителей Китая = The Party. The Secret World of China's Communist Rulers / пер. с англ. И. Судакевича. — М.: Эксмо, 2011. — ISBN 978-5-699-45952-0.